# Nancy Johnson (athlète)
Pour les articles homonymes, voir Nancy Johnson.
Nancy Johnson, née le 14 janvier 1974 à Phenix City, est une tireuse américaine.
Elle a remporté la médaille d'or au tir à la carabine à 10 m lors des Jeux olympiques d'été de 2000 organisés à Sydney (Australie).